# Вощевский, Валерий Николаевич
Вале́рий Никола́евич Воще́вский (укр. Валерій Миколайович Вощевський; род. 12 июня 1956, Галица, Черниговская область) — украинский бизнесмен и политик, вице-премьер-министр по вопросам инфраструктуры со 2 декабря 2014 по 17 сентября 2015 года.

## Биография
В 1973 году окончил среднюю школу № 1 города Ичня, в 1977 — Киевский институт народного хозяйства имени Коротченко по специальности «Экономика и планирование материально-технического снабжения», в 1991 — Всесоюзную академия внешней торговли по специальности «Международные экономические отношения». В 1990 прослушал курс лекций в Университете Дьюка (США).
В 1977—1979 служил в ГСВГ, г. Котбус, ГДР.
Трудовую деятельность начинал инженером Чернобыльской ремонтно-эксплуатационной базы флота. В 1979—1984 гг. — экономист, старший экономист, заместитель начальника отдела сбыта Киевского завода искусственных кож «Вулкан», затем заместитель генерального директора предприятия «Киеврезина».

## Бизнес
В 1995 г. возглавил корпорацию «Агронефтопродукт». С 1996 г. — президент аграрной компании «Синком-Холдинг».
По состоянию на 2014 год владеет 88 % акций Черниговской кондитерской фабрики «Стрела», строительной компанией «Житлобудинвест», торговой компанией НВК «Комес», агентством недвижимости «Центр нерухомості».

## Государственная служба
С 2001 — член Координационного совета по развитию аграрной отрасли при Кабмине Анатолия Кинаха. В 2002—2003 гг. — заместитель руководителя Главного управления по вопросам внутренней политики Администрации Президента Украины.
В 2003—2005 гг. — первый заместитель министра экономики и по вопросам европейской интеграции Украины Валерия Хорошковского (отвечал за связи с Верховной Радой) в правительстве Виктора Януковича.
В 2005—2006 и 2008—2010 гг. — глава правления ОАО "ГАК «Автомобильные дороги Украины».
17 марта 2010 года Кабмином Николая Азарова назначен главой Государственной службы автомобильных дорог Украины («Укравтодор»). Уволен всего через два месяца после назначения — 17 мая.
Со 2 декабря 2014 года — вице-премьер-министр по вопросам инфраструктуры в правительстве Арсения Яценюка от Радикальной партии Олега Ляшко.
1 сентября 2015 года вице-премьер-министр Валерий Вощевский подал в отставку с занимаемой должности. «Решение фракции Радикальной партии (Олега Ляшко) о выходе из коалиции было принято единогласно. Все депутаты фракции, без исключения, поддержали это решение. Это означает для меня лично — сложение своих полномочий, как вице-премьер-министра», — заявил он. По словам Вощевского, после решения фракции Радикальной партии о выходе из парламентской коалиции, фракция не может иметь своих представителей в Кабинете Министров.
17 сентября 2015 года Верховная Рада Украины уволила Валерия Вощевского с должности вице-премьер-министра Украины (после трёх неудачных попыток сделать это 15 сентября).

## Политическая карьера
В 1995 создал и возглавил Украинскую крестьянскую демократическую партию. На выборах в парламент в 1998 г. в составе блока «Европейский выбор Украины» партия получила 0,13 %. Вощевский на выборах по одномандатному избирательному округу № 209 занял 4-е место, набрав 10 % голосов избирателей.
С 1999 г. — член президиума Украинской аграрной конфедерации. С 2000 г. — глава Украинской селянской демократической партии. На выборах в парламент в 2002 г. в составе «Команды озимого поколения» Валерия Хорошковского партия получила 2,02 % голосов.
На выборах в парламент в 2006 в составе Народного блока Литвина «Мы» партия набрала 2,44 % голосов. На досрочных парламентских выборах 2007 г. в составе «Селянского блока „Аграрная Украина“» — 0,11 %. В 2008 г. покинул партию.
На досрочных парламентских выборах 2014 года избран народным депутатом Украины по списку Радикальная партия Олега Ляшко (под № 8). Является одним из главных спонсоров партии, вложив в неё 20 млн. $. В Верховной Раде являлся заместителем главы фракции.
2 декабря 2014 года сформировавшаяся в Верховной Раде коалиция в лице партий «Блок Петра Порошенко», «Народный фронт», «Самопомощь», «Радикальная партия Олега Ляшко» и «Батькивщины» сформировала проект нового состава правительства, где Вощевский занял пост вице-премьера по вопросам инфраструктуры. Верховная рада приняла этот состав, в поддержку чего проголосовало 288 народных депутатов.
В ответ на просьбу депутата от «Блока Петра Порошенко» Мустафы Найема прокомментировать розданную в Раде информацию о причастности к хищениям в «Укравтодоре» и гражданстве Мальты, Валерий Вощевский расценил это «как провокацию». Согласно законодательству, парламент 300 голосами досрочно прекратил депутатские полномочия Вощевского.

## Семья
Супруга Светлана — бизнесмен, владеет киевской фирмой «Бригантина-ЕС», которая занимается ресторанным бизнесом и доставкой еды. Имеет дочь.